# Hari Nef
Hari Nef, född 21 oktober 1992 i Philadelphia, är en amerikansk skådespelare.
Nef har bland annat medverkat i TV-serierna Extrapolations från 2023 och The Idol från 2023. Hon har även medverkat i filmen Barbie från 2023.

## Filmografi (i urval)
- 2023: Extrapolations
- 2023: Barbie
- 2023: The Idol